# Hammelburg
Hammelburg est une ville allemande, située en Bavière, dans l'arrondissement de Bad Kissingen.

## Histoire
Entre 1940 à 1945, un camp de prisonniers est construit dans la commune, le Stalag XIII-C.

## Personnalités liées à la commune
- Johann Froben (v. 1460-1527) : imprimeur et éditeur ;
- Franz Kaspar Hesselbach (1759-1816) : médecin ;
- Georg Ignaz Komp (1828-1898) : évêque ;
- Ludwig von Gleichen-Rußwurm (1836-1901) : peintre ;
- Jakob Kaiser (1888-1961) : homme politique ;
- Hans-Josef Fell (1952-) : homme politique ;
- Moritz Karlitzek (1996-) : joueur de volley-ball.